# Alex Estornel
Alexander Estornel (ur. w Dallas, w stanie Teksas, USA) – amerykański tancerz, choreograf i aktor.
Pochodzi z Miami. Ukończył szkołę Dallas Metropolitan Ballet. Uczył się tańca także w
szkole Tremaine Dance i Liz Imperio's Instincts Dance Company w Los Angeles.
Zdobył popularność jako tancerz, który wystąpił w teledyskach do piosenek Britney Spears: Baby One More Time (1999), Sometimes (czerwiec 1999), (You Drive Me) Crazy (wrzesień 1999), Oops I Did it Again (2000) i Born To Make You Happy (2000). Tańczył również podczas ceremonii otwarcia Olimpiady na Alasce.
Odbył światowe tournée z koncertami Cher, Britney Spears, J. LO (wystąpił w jej wideoklipie "Play" z 2001 roku) i Glorii Estefan.
Współpracował także z MGM & Universal, Tam Warner, Bobem Talmage i Margueritte Derricks. Wystąpił w reklamach telewizyjnych Bud Lt., Budweiser, Taco Bell, Pepsi i Chilii.
Na dużym ekranie pojawił się w dwóch częściach komedii "Austin Powers" (1997, 1999) oraz jako tancerz klubu Drag queen w komedii sensacyjnej "Miss Agent 2: Uzbrojona i urocza" (Miss Congeniality 2: Armed & Fabulous, 2005) z Sandrą Bullock.